# Абонкур (Мерт и Мозел)
Абонкур (фр. Aboncourt (Meurthe-et-Moselle)) је насељено место у Француској у региону Лорена, у департману Мерт и Мозел.
По подацима из 2011. године у општини је живело 109 становника, а густина насељености је износила 15,73 становника/km².

## Демографија
| 1962. | 1968. | 1975. | 1982. | 1990. | 2011. |
| ----- | ----- | ----- | ----- | ----- | ----- |
| 149   | 133   | 136   | 137   | 120   | 109   |